# Cobi Jones
Cobi N'Gai Jones (Detroit (Michigan), 16 juni 1970) is een voormalig Amerikaans voetballer. Zijn ouders zijn geboren in Jamaica, maar verhuisden enkele jaren voor de geboorte van Jones naar de Verenigde Staten. Hij speelde het grootste deel van zijn carrière bij LA Galaxy. In 2007 en 2008 fungeerde Jones als assistent-trainer van deze club, terwijl Ruud Gullit de rol van hoofdtrainer vervulde. Toen Gullit in de zomer van 2008 LA Galaxy verliet, nam Jones zijn taken over.

## Erelijst
UCLA Bruins
- NCAA Division I: 1990
- NCAA College Cup: 1990

 LA Galaxy
- CONCACAF Champions' Cup: 2000
- MLS Cup: 2002, 2005
- Supporters' Shield: 1998, 2002
- Lamar Hunt U.S. Open Cup: 2001, 2005
- Western Conference (playoffs): 1996, 1999, 2001, 2002, 2005

 Verenigde Staten
- CONCACAF Gold Cup: 2002

Individueel
- MLS 25 Greatest
- MLS 50/50 Club